# Globomyces pollinis-pini
Globomyces pollinis-pini är en svampart som först beskrevs av Alexander Karl Heinrich Braun, och fick sitt nu gällande namn av Letcher 2008. Globomyces pollinis-pini ingår i släktet Globomyces och familjen Globomycetaceae.   Inga underarter finns listade i Catalogue of Life.